# Справедлива търговия (движение)
„Справедлива търговия“ (на англ.: fair trade) е международно движение и организация от търговски мрежи дистрибутори на продукти произведени в бедните държави и разпространявани в икономически по-напредналите. Целта на тези организации е да подобрят трайно условията на труд за членуващите производители, както и да опазят околната среда.
През 2001 международните структури FLO, IFAT, NEWS, EFTA за справедлива и равноправна търговия предлагат следната дефиниция на своята дейност:
„Справедлива търговия“ е партньорство, основано на диалог, прозрачност и уважение с цел да се постигне по-голяма справедливост на международната търговия. Тя допринася за трайното развитие, създава по-добри търговски условия и гарантира правата на производителите и маргинализираните работници, по-специално в южните страни на планетата.
Организациите за справедлива и равноправна търговия (поддържани от консуматорите) активно се ангажират активно да подкрепят производителя, да подготвят общественото мнение, да провеждат дейности в полза на промяната на правилата и практиките на конвенционалната международна търговия.
Стоките, предмет на търговска дейност на свободната търговия, са първоначално текстилни и занаятчийски продукти. В началото на 21 в. тази дейност се разширява и обхваща различни хранителни продукти, сред който продажбата на кафето е с най-висок дял. През 2005 г. Макс Хавелаар въвежда „качествена гаранция“ за памука, с което спомага за навлизането на модни изделия в тази форма на търговия. Сред първите модни продукти са дрехите с марка Ideo или маратонките Veja.